# Wikipedia tiếng Ossetia
Wikipedia tiếng Ossetia (tiếng Ossetia: Ирон Википеди) là phiên bản tiếng Ossetia của Wikipedia, được tạo ra ngày 28 tháng 2 năm 2005. Với khoảng 10.000 bài viết, hiện tại đây là phiên bản nằm ở vị trí thứ 131 trong số các phiên bản Wikipedia lớn nhất theo số bài viết. Từ khi phiên bản này được tạo ra, nó đã được gọi là "trang web duy nhất được viết hoàn toàn ở Ossetian".
Ngày 3 tháng 3 năm 2010, Wikipedia tiếng Ossetia đã trở thành tiêu điểm của các bài báo địa phương để tiến đến một cột mốc gấp đôi. Phiên bản này đã được 5 tuổi, và đã vượt ngưỡng 5000 bài viết.